# Еш-Шаркія
Еш-Шаркія, раніше —  Східна провінція  (араб. الشرقية‎‎) — найбільша провінція в Саудівській Аравії. Розташована на сході країни. Площа провінції — 672 522 км², населення — 4 105 780 осіб (2004). Столиця — місто Даммам.

## Географія
На північному заході межує з адміністративним округом Ель-Худуд еш-Шамалія, на заході з адміністративним округом Ер-Ріяд, на південному заході з адміністративним округом Наджран, на півдні з Єменом, на південному сході з Оманом і ОАЕ, на сході з Бахрейном, на півночі з Кувейтом та Іраком. На сході омивається водами Перської затоки.
Передмістя Ед-Даммама Ель-Хубар з'єднане 25-кілометровим мостом короля Фахда з Королівством Бахрейн.

## Релігія
90 % населення адміністративного округу (Східна провінція), де зосереджені основні запаси нафти в Саудівській Аравії, складають шиїти

## Історія
Адміністративний округ Еш-Шаркія раніше називався провінція Ель-Хаса. З часу входження провінції Ель-Хаса до складу саудівської держави в 1914 році й до 1985 року емірами (губернаторами) провінції були представники роду Аль-Джилюві — бічної гілки панівної династії Аль-Сауд. Однак Королю Фахд під час свого правління вдалося зломити цю традицію і призначити Еміром провінції свого сина Мухаммада аль-Сауда, який обіймає цю посаду й понині.

## Адміністративний поділ
Адміністративний округ ділиться на 11 мухафаз (У дужках населення за 2010 рік):
1. Ad Dammam (904 597)
2. Al Ahsa (1 063 112)
3. Al Jubayl (378 949)
4. Al Khafji (76 279)
5. Al Khubar (578 500)
6. Al Qatif (524 182)
7. An Nuayriyah (52 340)
8. Buqayq (53 444)
9. Haft Al Babin (389 993)
10. Qaryah Al Ulya (24 634)
11. Ras Tannurah (60 750)